# Уокер, Сэмюэл
Сэмюэл Уокер (англ. Samuel Walker; 19 октября 1822 — 6 февраля 1893) — политик и офицер армии США,  участник столкновений в Канзасе, Гражданской войны и Индейских войн.

## Биография

### Ранние годы
Сэмюэл Уокер родился 19 октября 1822 года в округе Франклин, штат Пенсильвания. После женитьбы на Мэриан Лоу в 1842 году Уокер переехал в Огайо в 1848 году и занялся столярным ремеслом, а в апреле 1855 года навсегда поселился в Канзасе. В конце 1855 года Уокер стал одним из основателей местной милицейской роты и вскоре был избран первым сержантом. 
В следующем году Уокер был избран полковником 4-го Канзасского кавалерийского полка, который участвовал во всех кампаниях во время Гражданская война в Канзасе. Уокер присутствовал при осаде Лоренса и форта Сондерс, командовал силами свободного штата 16 августа 1856 года в битве при форте Титус, которая окончилась победой противников рабства. В октябре 1857 года Уокер стал шерифом округа Дуглас и служил до января 1862 года.

### Гражданская война
После начала Гражданской войны в США в апреле 1861 года Уокер вызвался сражаться за Союз, и 1 июня 1861 года он был назначен капитаном роты F 1-го Канзасского добровольческого пехотного полка. В этом качестве Уокер командовал ротой в битве при Уилсонс-Крик 10 августа 1861 года, где его полк потерял убитыми и ранеными более половины своего состава. 24 мая 1862 года Уокер был произведен в майоры 5-го Канзасского добровольческого кавалерийского полка, а в октябре 1864 года — в подполковники 16-го Канзасского добровольческого кавалерийского полка. Уокер участвовал в противостоянии рейду Прайса в Миссури и Канзасе осенью 1864 года. В конце войны он получил повышение до бригадного генерала, датированное 13 марта 1865 года.

### Экспедиция на Паудер-Ривер
В 1865 году генерал-майор Гренвилл Додж, командующий департаментом Миссури, отправил карательную экспедицию против лакота, шайеннов и северных арапахо на территорию Паудер-Ривер, которую возглавил бригадный генерал Патрик Коннор. Он разделил свои силы на три колонны, которые должны были окружить враждебных индейцев. Одну из колонн возглавил сам Патрик Коннор, остальные — Нельсон Коул и Сэмюэл Уокер. Все три колонны должны были соединиться в новом форте Коннор.
Сэмюэл Уокер и его 600 канзасских кавалеристов покинули форт Ларами 6 августа 1865 года и встретились с экспедицией Коула 19 августа 1865 года недалеко от Блэк-Хилс. Он потерял несколько своих солдат из 16-го Канзасского кавалерийского полка из-за плохой питьевой воды, некоторые из солдат были босиком, а многие лошади и мулы были истощены. Коул и Уокер, которые недолюбливали друг друга и сразу начали ссориться и не соглашаться ни по одному вопросу, предпочли двигаться отдельными колоннами. В результате колонны, руководимые Коулом и Уокером, не только не смогли нанести лакота и шайеннам даже минимальных потерь, но и едва сумели спастись сами. Помимо постоянных атак со стороны индейцев, они оказались не готовы к суровым условиям походной жизни.

### Поздние годы
После окончания экспедиции на Паудер-Ривер Уокер был назначен генерал-майором Канзасской милиции и занимал это звание в течение десяти лет. С 1872 по 1874 год он был выбран в Сенат штата от Республиканской партии. Сэмюэл Уокер умер 6 февраля 1893 года в Лоренсе, штат Канзас, и был похоронен там же на кладбище Оук-Хилл.